# Bartramia aristaria
Bartramia aristaria là một loài rêu trong họ Bartramiaceae. Loài này được Müll. Hal. mô tả khoa học đầu tiên năm 1899.